# Оппман, Вацлав Максимилианович
Вацлав Максимилианович Оппман (22 марта 1886 - 27 марта 1943) — российский и советский военный деятель, участник Первой мировой войны и Гражданской войны в России.  Комбриг (1936). Краснознамёнец. По решению Военной коллегии Верховного суда СССР осуждён.

## Биография

### Начальная биография
Лютеранского вероисповедания. Сын действительного статского советника, уроженец Петроковской губернии.
Окончил Псковский кадетский корпус и Михайловское артиллерийское училище по 1-му разряду.
Произведен в подпоручики из портупей-юнкеров по экзамену Высочайшим приказом (ВП) 12.11.1906 в 6-ю Восточно-Сибирскую стрелковую артиллерийскую бригаду.
ВП 09.05.1908 - переведен в 6-й Восточно-Сибирский горный артиллерийский дивизион.
Высочайшим приказом 13.05.1909 - переведен в 18-ю артиллерийскую бригаду.
На 01.01.1914 - 14-й мортирный артиллерийский дивизион, штабс-капитан, во 2-й батарее, дивизионный казначей с 03.01.1912.
Участник Первой мировой войны.  Штабс-капитан 14-го мортирного артиллерийского дивизиона. Воевал в составе 5-й армии на Двинском направлении.
В боях был ранен и контужен (в 1914 г.).
ВП 03.02.1917 - капитан 14-го мортирного паркового артиллерийского дивизиона, переведен в 70-й парковый артиллерийский дивизион.
В одном из боев попал в плен, где находился до 1918 г.
Последние чин и должность в РИА — капитан, командир 70-го артиллерийского дивизиона.

### В РККА
В Красной армии добровольно с июня 1918 г. Участник Гражданской войны. В годы войны служил в частях артиллерии, занимая должности: командира батареи 1-го мортирного артиллерийского дивизиона (июнь 1918 г. — февраль 1919 г.), командира того же дивизиона (февраль 1919 г. - апрель 1920 г.), помощника начальника артиллерии 8-й стрелковой дивизии (апрель — июль 1920 г.), для поручений инспекции артиллерии 15-й армии (июль — октябрь 1920 г.). С октября 1920 г. — начальник артиллерии 18-й стрелковой дивизии. 
Участник боевых действий с войсками национальных армий закавказских республик, в том числе Армении. За взятие Эривани в 1921 году представлен к ордену Красного Знамени. Из приказа Реввоенсовета Республики № 242 от 29 ноября 1922 г.: 

«Награждается орденом Красного Знамени... начальник артиллерии 18-й стрелковой дивизии Опман Вацлав Максимилианович за то, что в период операций Эриванской группы, с 12 марта по 2 апреля 1921 года, во все время ожесточенных боев находился на передовых артиллерийских позициях и нередко в стрелковой цепи, лично руководя действиями артиллерии, благодаря чему последняя всегда имела успех и много способствовала наступательным действиям нашей пехоты, в особенности в бою 1 апреля под Эйлар-Канакиром, где она решила судьбу боя в нашу пользу».— 

### После Гражданской войны
На ответственных должностях в артиллерии РККА. 
До ноября 1924 г. — начальник артиллерии 18-й Ярославской стрелковой дивизии. С ноября 1924 г. — командир легкого артиллерийского полка той же дивизии. 
До января 1926 г. командовал легким артиллерийским полком 84-й стрелковой дивизии. 
С января 1926 г. по 1938 г. — начальник артиллерии 10-го стрелкового корпуса. 
В 1927 и 1929 гг. окончил Курсы усовершенствования высшего командного и начальствующего состава (КУВНАС) при Военной академии имени М. В. Фрунзе.

### Арест
Арестован 5 мая 1938 г. Военной коллегией Верховного суда СССР 27 мая 1939 г. по обвинению в участии в антисоветской контрреволюционной организации приговорен к пятнадцати годам заключения в ИТЛ. 
Умер в лагере 27 марта 1943 г. 
Определением Военной коллегии от 30 мая 1957 г. реабилитирован.

## Семья
На 01.01.1914 - женат на православной.
отец -  Оппман Максимилиан Адольфович, военный ветеренарный врач
брат - Оппман, Евгений Максимилианович российский и советский воздухоплаватель, дирижаблестроитель, командир дирижабля «СССР В-10» в его последнем полёте.

## Чины и звания
- Нижний чин с 31.08.1904
- Подпоручик с 12.11.1906 ст. 22.04.1905
- Поручик с 01.09.1909 ст. 22.04.1909
- Штабс-капитан с 31.08.1913 ст. 22.04.1913
- Капитан с 31.08.1916 ст. 19.11.1915
- комбриг 1936

## Награды
- Награды РИА:
- Орден Св. Анны 4-й ст. с надписью "За храбрость" (ВП 31.03.1915)
- Орден Св. Станислава 3-й ст. с мечами и бантом (ВП 14.03.1915)
- Орден Св. Анны 3-й ст. с мечами и бантом (ВП 27.08.1916)

- Награжден орденами:
- Красного Знамени РСФСР (1922. Знак ордена № 10673),
- Красного Знамени Армянской ССР (1922).

## Память
- Его имя увековечено в Главном Храме Вооружённых сил России, и навсегда запечатлено на мемориале [ «Дорога Памяти»].